# Алфред Нзо
Алфред Нзо (на английски: Alfred Nzo) е окръг в Република Южна Африка. Намира се в провинция Източен Кейп, с площ 7870 km². Административен център е град Маунт Ейлиф.

## Население
550 392 (2001)

## Расов състав
(2001)
- 549 359 (99,81%)- черни
- 829 (0,15%)- цветнокожи
- 105 (0,02%)- азиатци
- 99 (0,02%)- бели африканци